# 狭叶木犀榄
狭叶木犀榄（学名：Olea neriifolia）为木犀科木犀榄属下的一个种。

## 扩展阅读
維基物種上的相關：狭叶木犀榄